# Бервиньский, Рышард
Рышард Винценты Бервиньский (устар. «Бервинский (Ричард Викентий)», пол. Ryszard Wincenty Berwiński; 28 февраля 1819, Познань — 19 ноября 1879, Константинополь или Стамбул) — польский поэт, писавший в эпоху романтизма, член славянского литературного общества во Вроцлаве, переводчик с чешского, фольклорист.

## Творчество
Брат Феофила Бервиньского.
Дебютировал в 1836 году в журнале «Друг народа». Его работы отражают влияние регионализма Великой Польши, а затем культуры Балканского полуострова.
- O dwunastu rozbójnikach, 1838
- Bogunka na Gople, 1840
- Don Juan Poznański, 1842

### Публикации
- Powieści wielko-polskie, Wrocław 1840.
- Studia o literaturze ludowej ze stanowiska historycznej i naukowej krytyki, t. 1-2, Poznań 1854.
- Wybór pism